# БТР-40 железнодорожный
БТР-40ЖД — бронетранспортер-дрезина, железнодорожный вариант послевоенного советского бронетранспортера БТР-40 для оснащения разведывательных рот четырёх бронепоездов типа БП-1, каждый из которых имел по восемь БТР-40ЖД.

## История

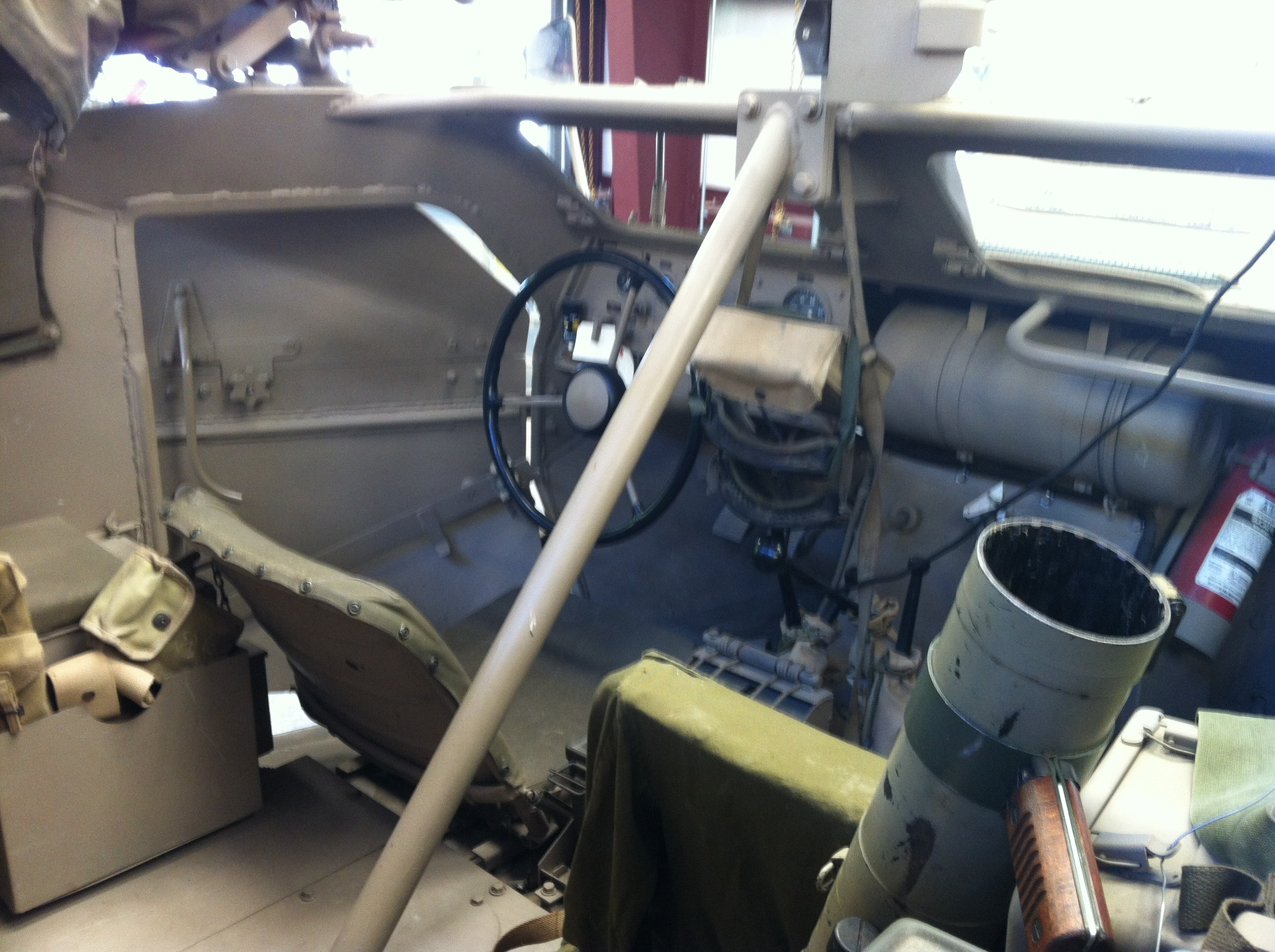
Места водителя и командира

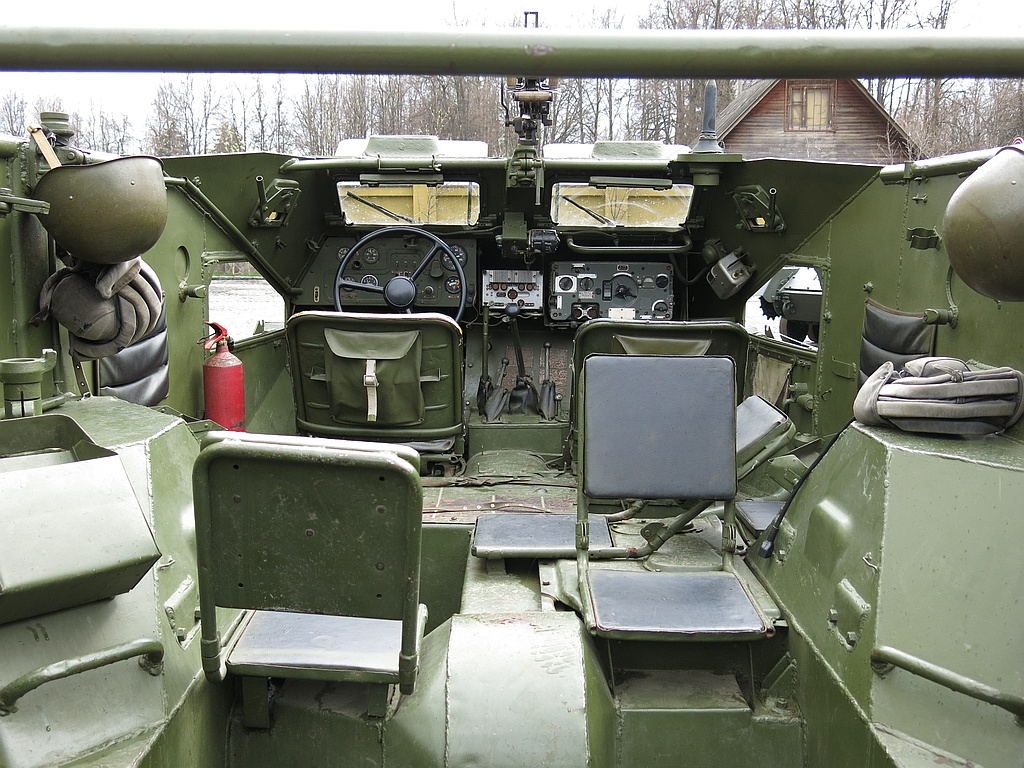
Места десанта, водителя и командира

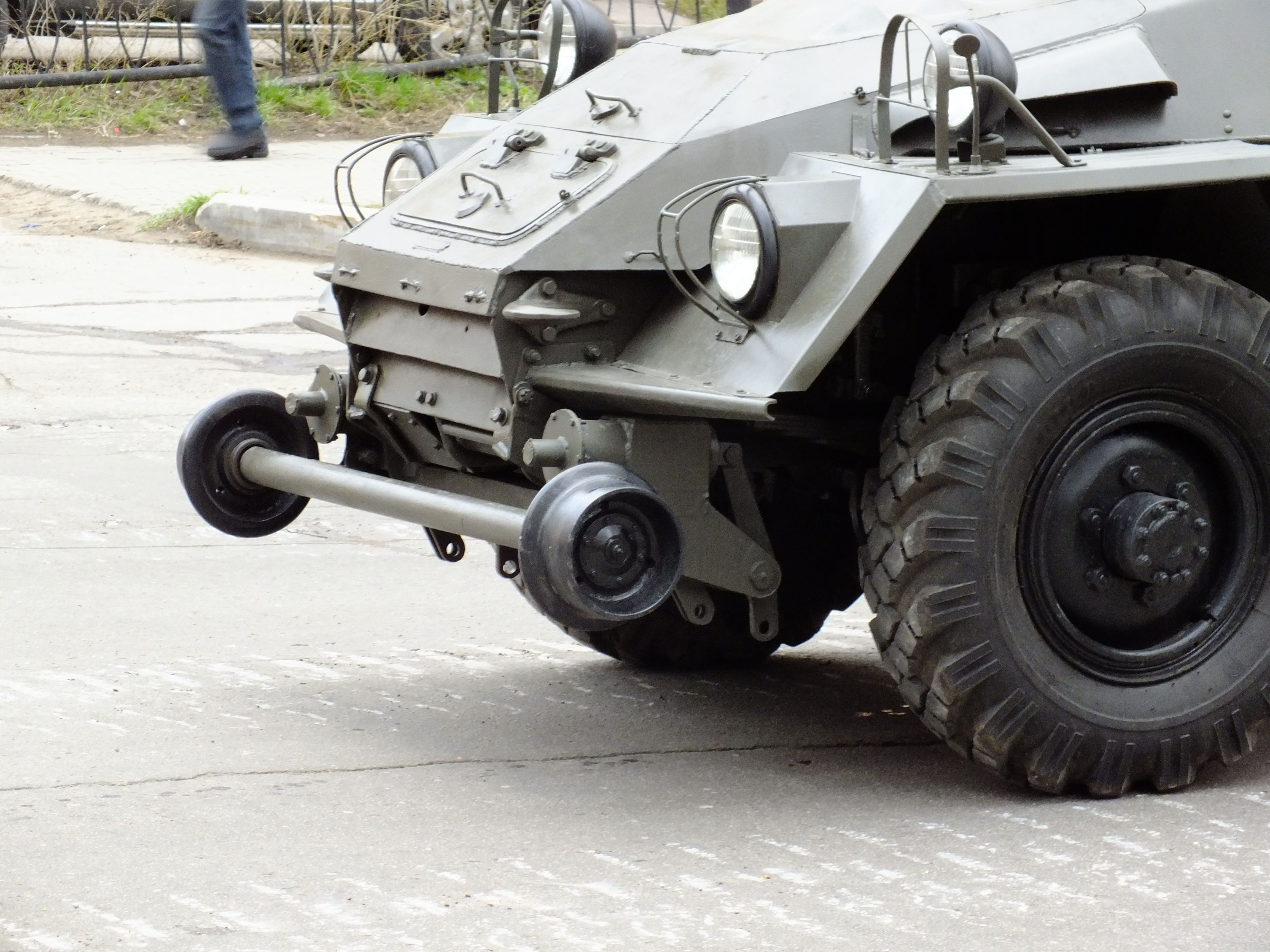
Перед с поднятыми катками

К середине 1960-х годов на дальневосточных границах СССР обстановка осложнилась. Недавняя дружба с Китаем сменилась конфронтацией.
Народно-освободительная армия Китая (НОАК) накапливала крупную северную группировку, в которой к концу 1960-х годов девять общевойсковых армий (44 дивизии, из них 33 пехотные и 11 — механизированные). Они имели более 4,3 тысяч танков и 10 тысяч орудий и ракетных пусковых установок. В резерве группировки — формирования народного ополчения численностью до 30 пехотных дивизий, по выучке и боеготовности практически не уступавшие регулярным частям, также у них была возможность пополнения потерь за счёт крупнейших в мире людских ресурсов. Такая многочисленная группировка позволяла НОАК расположить соединения и части вдоль всей границы с плотностью до роты на каждые 200—300 метров фронта.
По-прежнему проблемна защита железнодорожных объектов, оборона которых обычными средствами требовала оборудования большого числа укреплений. В конце концов, вернулись к отвергнутой было идее манёвренного прикрытия бронепоездами.
Предложение прикрытия железнодорожных объектов броневыми поездами реализовано с максимальным использованием готовых агрегатов, чтобы упростить серийное производство. В это время предприятия оборонно-помышленного комплекса и без того работали с полной отдачей и в три смены — заказ МО СССР на бронетехнику к началу десятой пятилетки требовал почти 100-процентной их загрузки.
В бронепоезд типа БП-1 входила и разведывательная рота с восемью БТР-40ЖД. Для их транспортировки на большие расстояния бронепоезду придавали четыре обычные платформы, на которые своим ходом грузили по два БТР-40ЖД.
Изготовлено примерно 32 — 40.
О поставке БТР-40ЖД в другие страны сведений нет.

## Устройство и характеристики

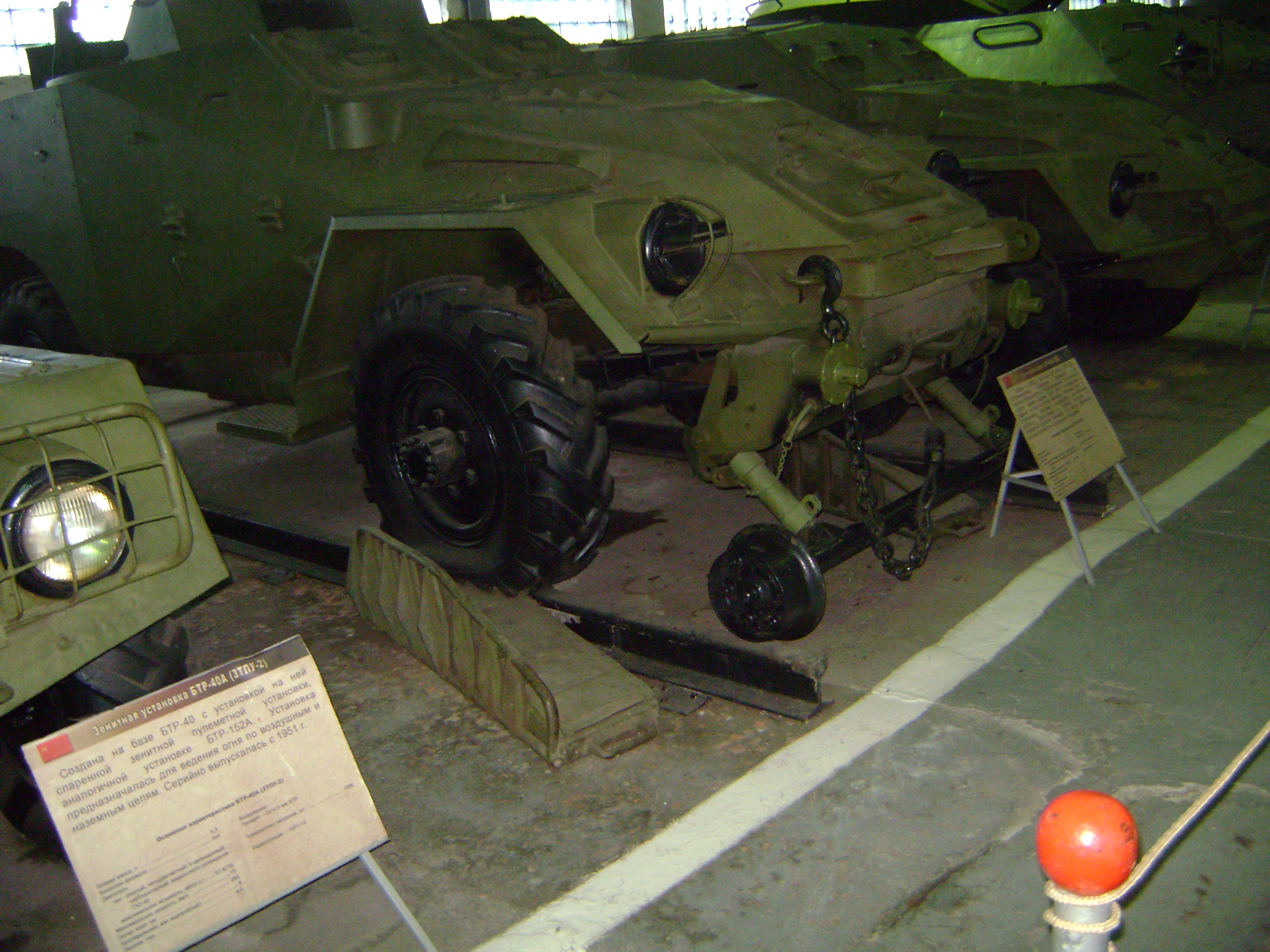
В Кубинке с опущенными катками

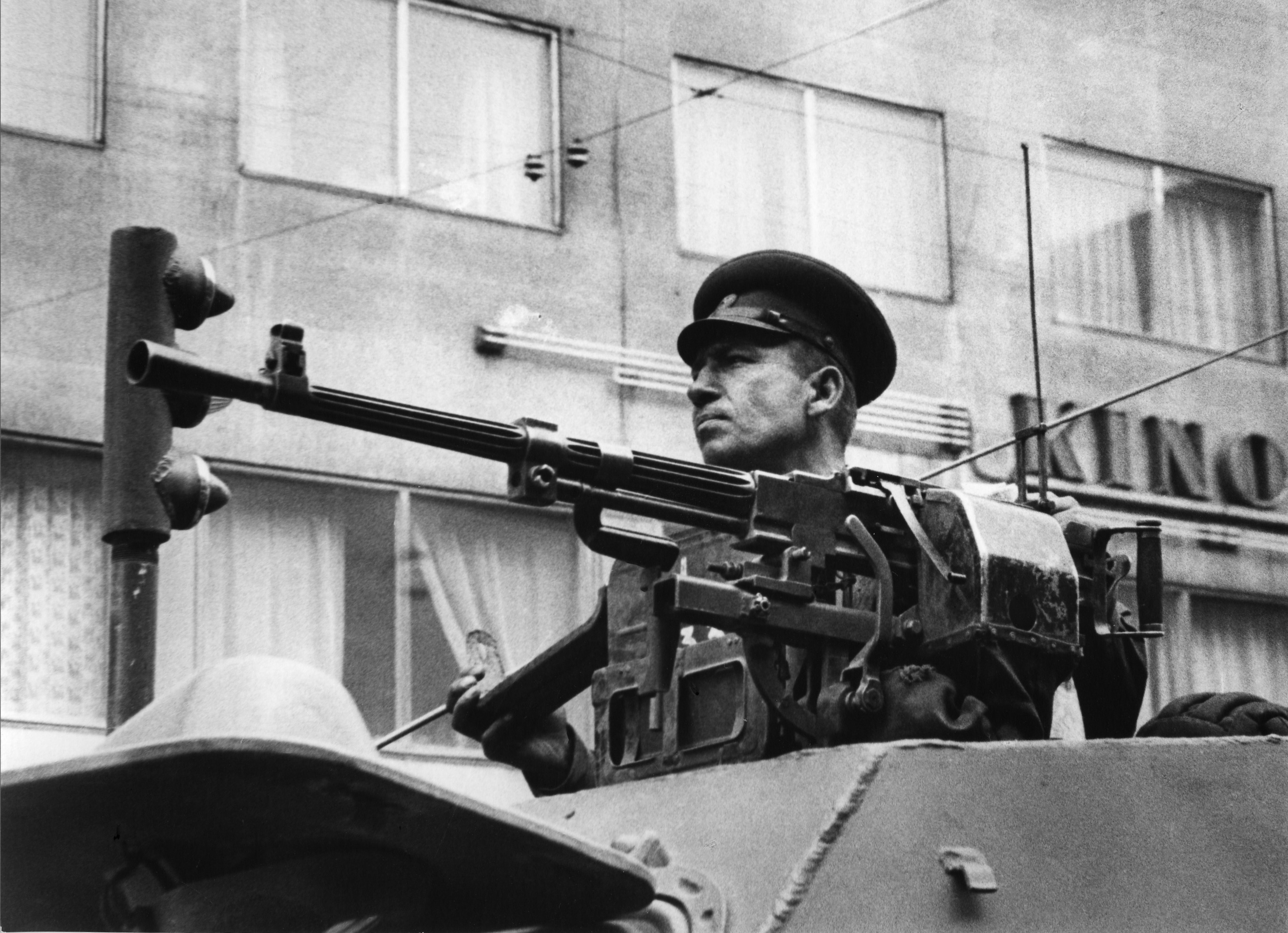
СГМБ — основное оружие БТР-40ЖД

БТР-40ЖД создан в 1969 году на базе БТР-40 с откидными рамами с пружинными рессорами и катками с внутренними ребордами в передней и задней частях, БТР-40ЖД могли передвигаться по железной дороге со скоростью до 80 км/ч. Перевод БТР с обычного хода на железнодорожный всего за три — пять минут. Движение по железной дороге обеспечивается основными колесами.
БТР-40ЖД, как и БТР-40, имел сварной несущий корпус из противопульной брони. В передней части расположен двигательный отсек, за ним за перегородкой неразделённые перегородкой отделения управления и десантное.
Разработчик БТР-40ЖД конструкторское бюро Горьковского автомобильного завода. Производились на Горьковском автомобильном заводе. База БТР-40. Колесная формула 4x4. Боевая масса 5,8 т. Длина 5000 мм. Ширина 1900 мм. Высота 1750 мм (1830 с тентом). Дорожный просвет (клиренс) 276 мм. Карбюраторный двигатель ГАЗ-40. Максимальная мощность 78 л. с. Максимальная скорость 80 км/ч. Скорость по железной дороге 65 км/ч. Бронирование: нос 13-15 мм, верхний лобовой лист 11 мм, борт 8-9 мм, корма 7 мм, днище 4 мм, небольшая крыша над передней часть отделения управления (местами водителя и командира) 6 мм. Экипаж 2 чел. Десант 8 чел. Вооружение: 7,62 мм пулемёт СГМБ. Радиостанция Р-113. Бронетранспортёр оснащался лебёдкой.

## Служба
В 1969 году для четырёх бронепоездов типа БП-1 в железнодорожный вариант переоборудовали предположительно от тридцати двух до сорока БТР-40 и БТР-40А. Некоторое количество БТР-40ЖД ещё в 1997 году несли службу в Забайкальском военном округе.
Несмотря на проблемы политики, служба всех четырёх построенных бронепоездов в Забайкальском военном округе шла обычно. Почти всё время они пребывали на полустанке под Читой в боеготовности, что периодически проверялось запуском локомотивов, маневрированием, отработкой схода и загрузки танков. Отдельно хранился только боекомплект, который при нужде планировали загрузить в боевую технику.
По мере поступления на вооружение Советской Армии более современных бронетранспортёров БТР-40 передавались из боевых в учебные и охранные части для использования в качестве машин боевого обеспечения и для учебных целей.

## Галерея

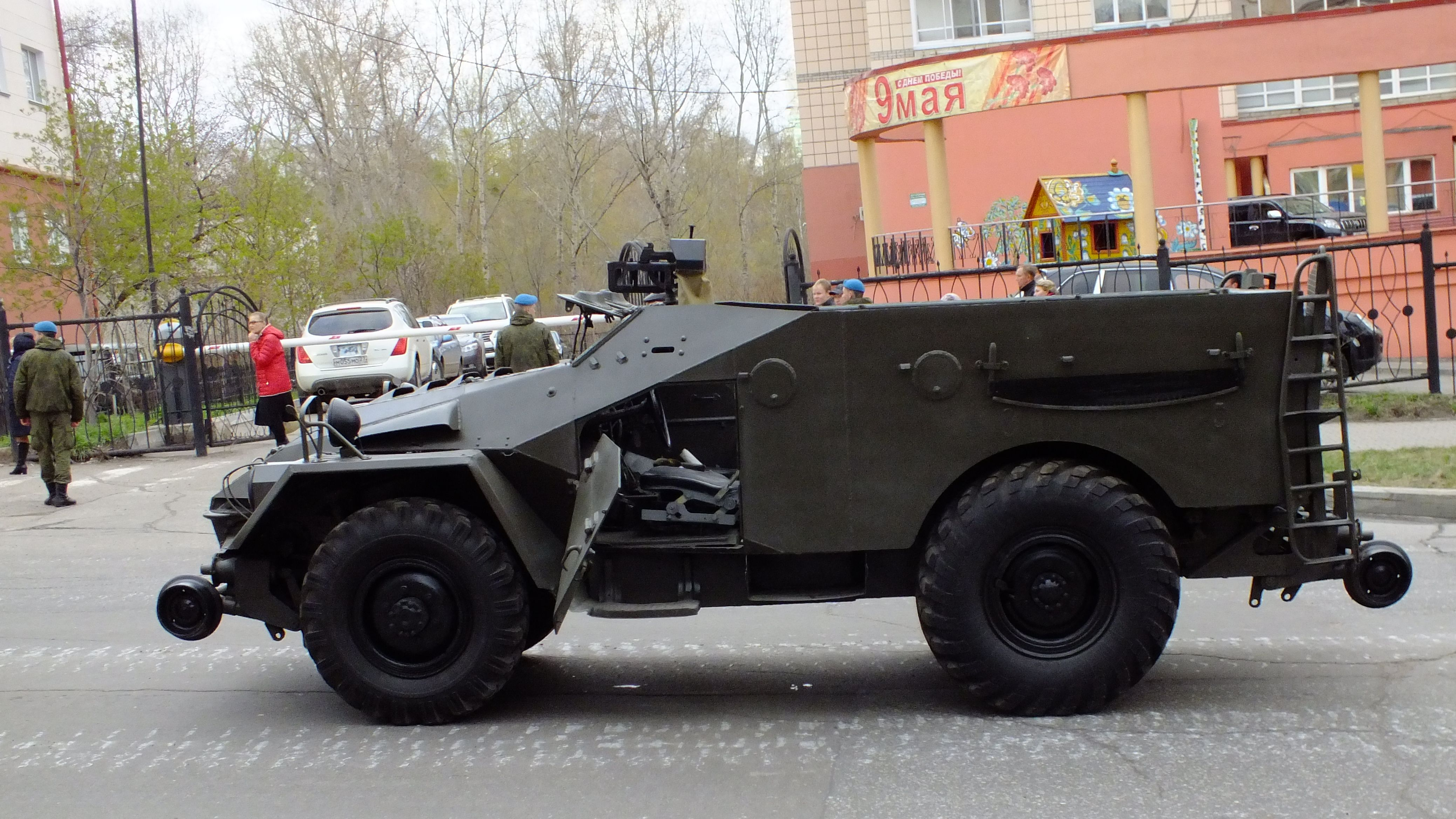
БТР-40ЖД на параде Победы 9 мая 2015 года, Хабаровск
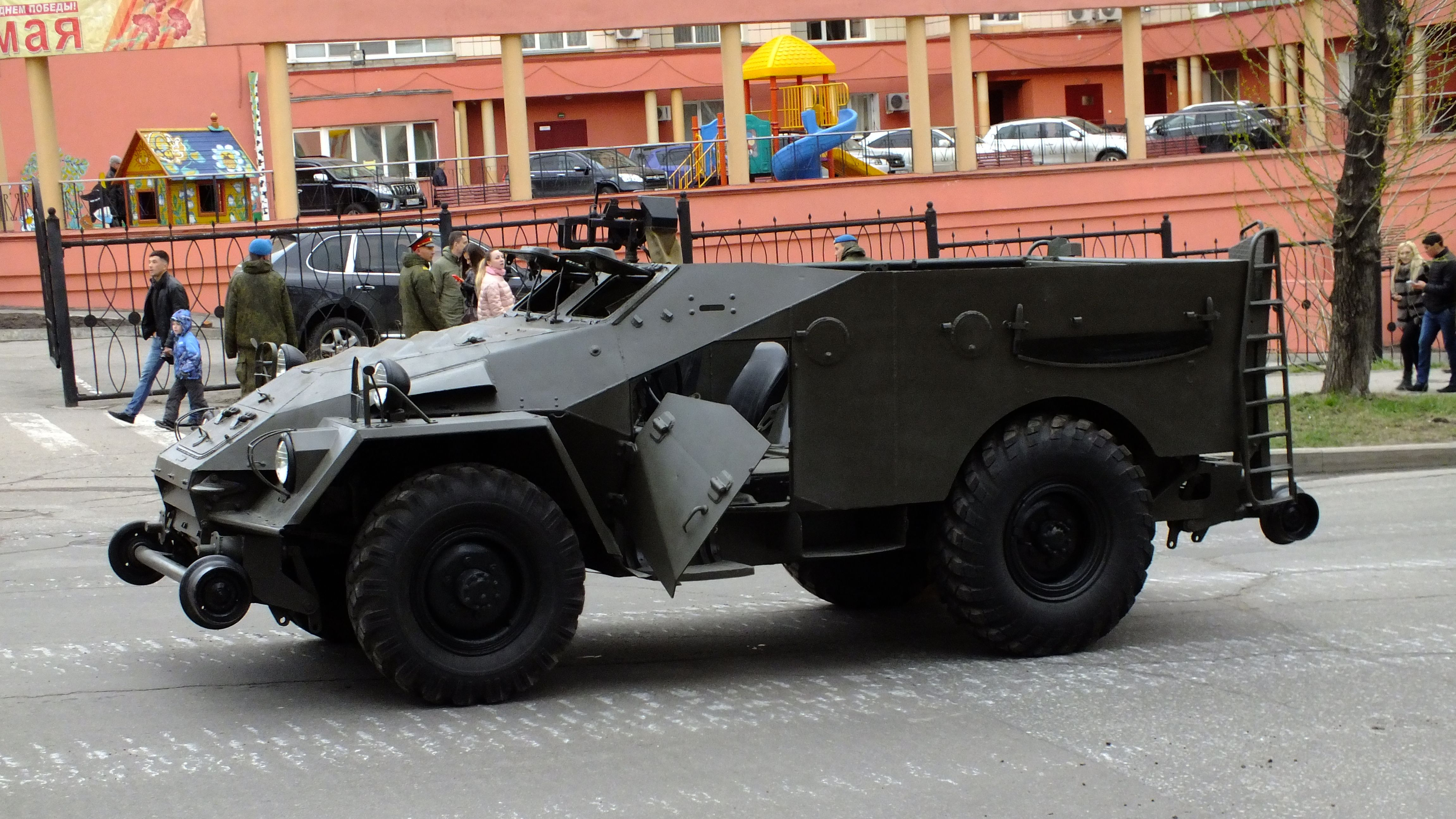
БТР-40ЖД на параде Победы 9 мая 2015 года, Хабаровск
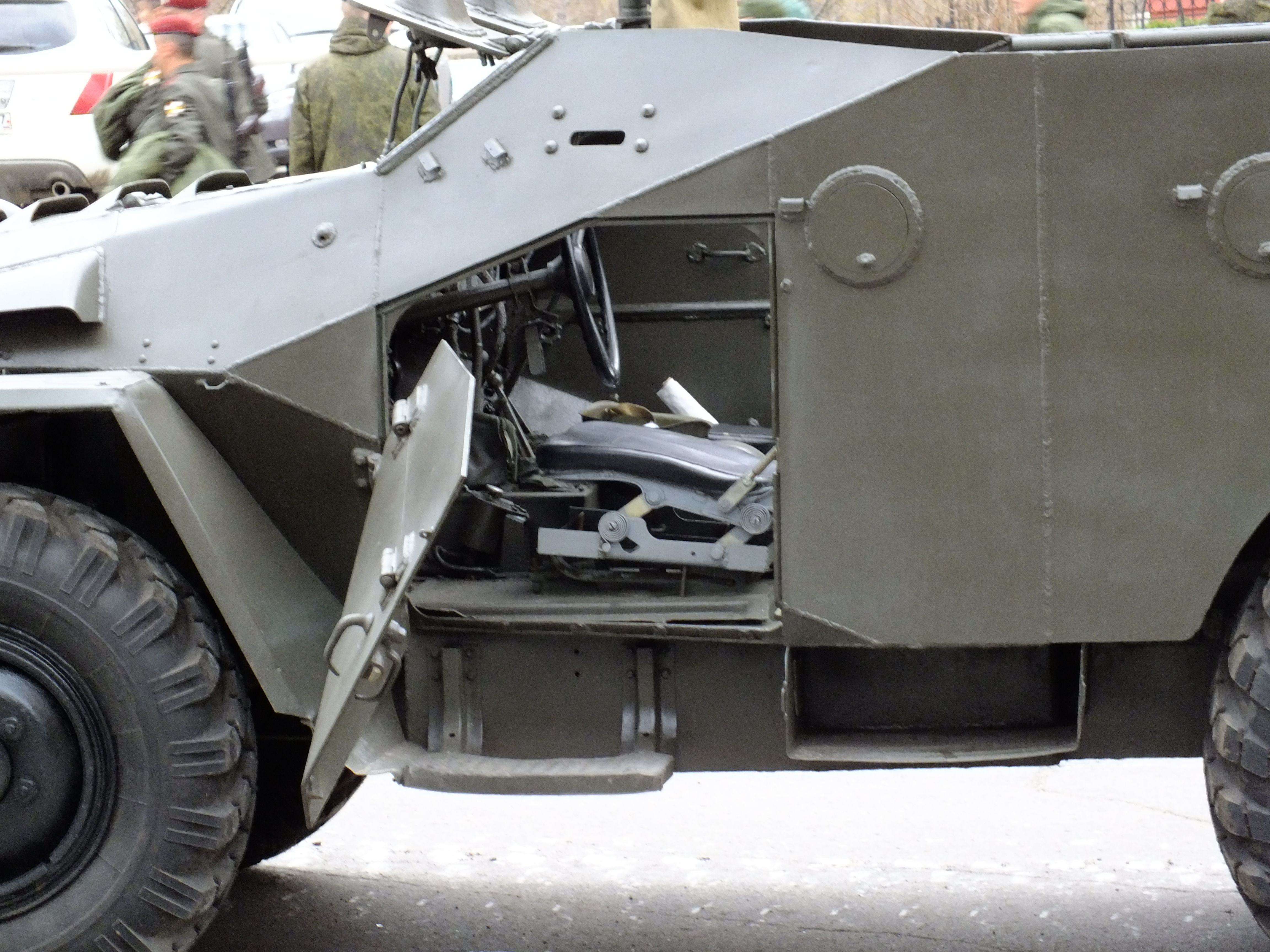
БТР-40ЖД на параде Победы 9 мая 2015 года, Хабаровск
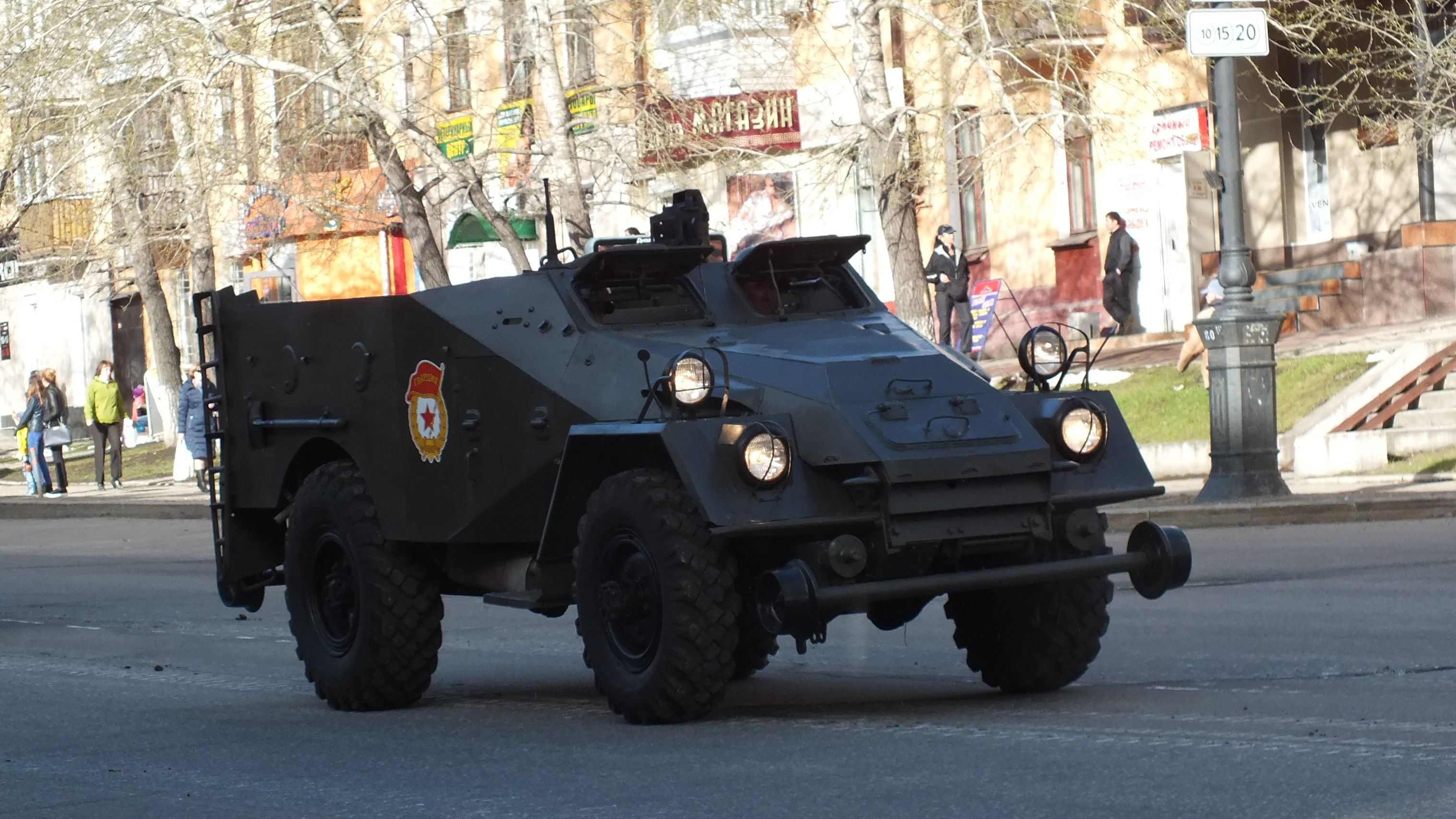
БТР-40ЖД на параде Победы 9 мая 2015 года, Хабаровск
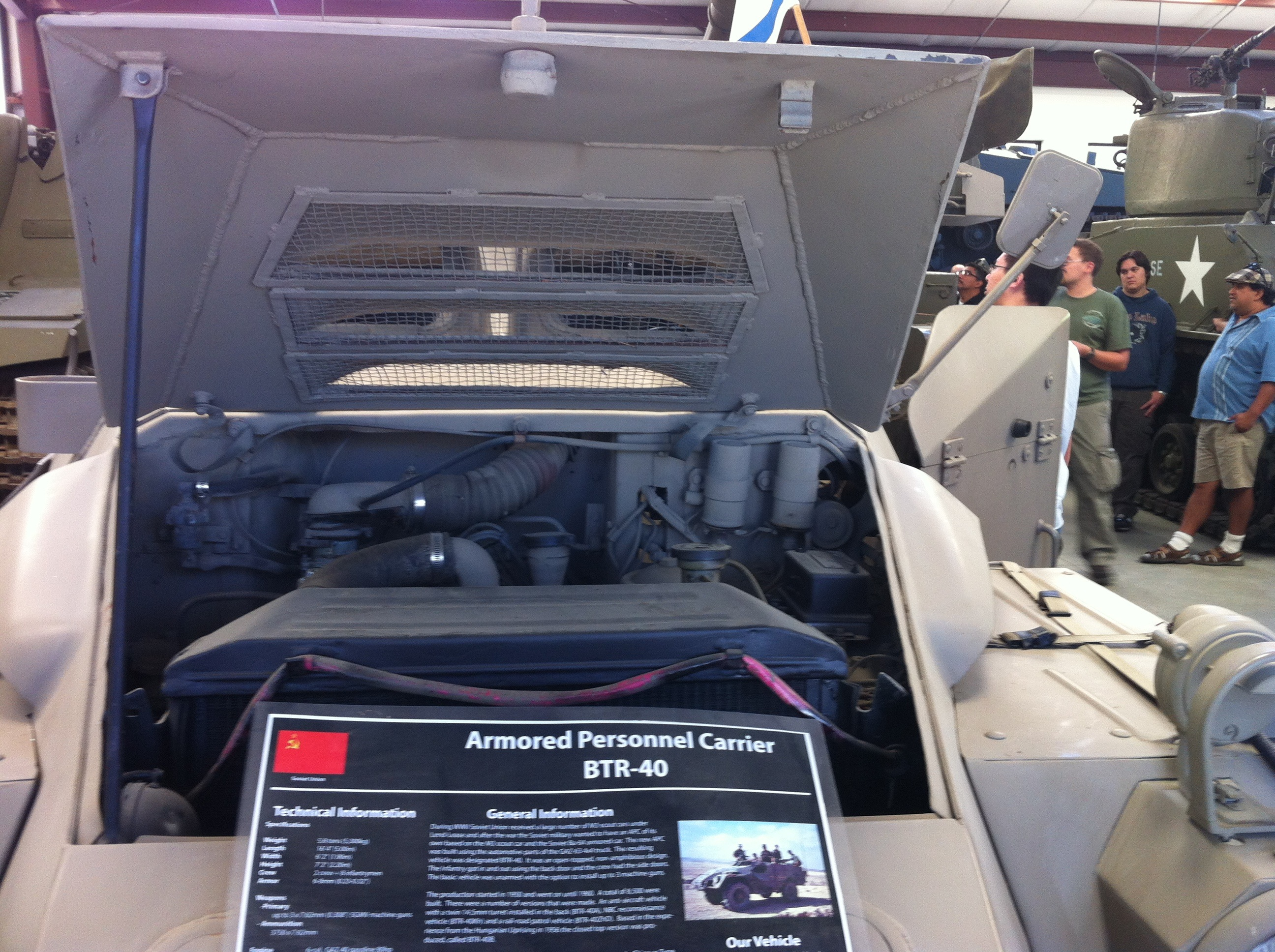
Открытая спереди крышка моторного отсека БТР-40
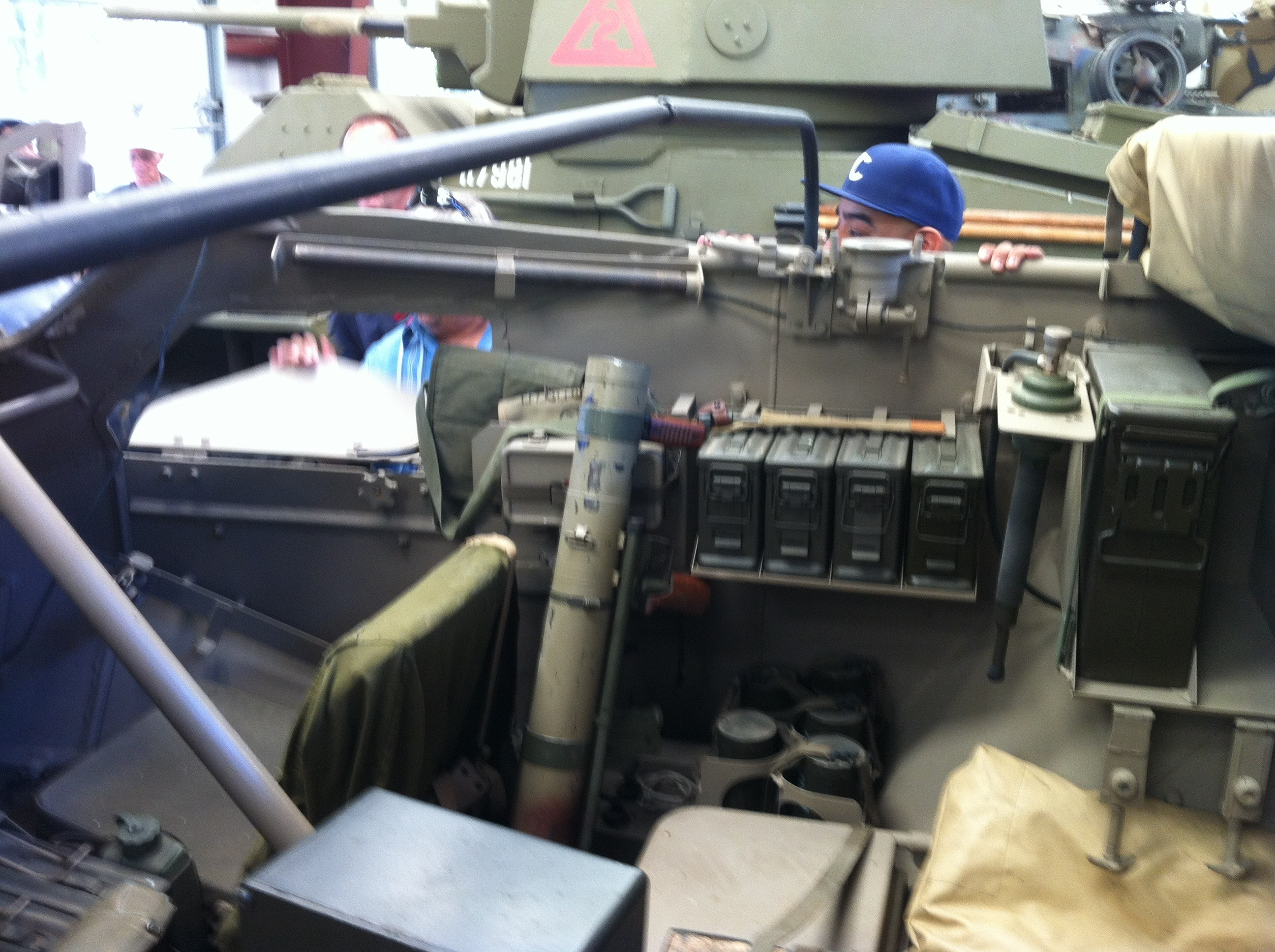
Слева место командира, впереди коробки с патронами